# Алмаз-1В
Алмаз-1В — автоматична орбітальна станція, створена за програмою «Алмаз-Т» з метою виконання програм наукового та економічного призначення, міжнародного співробітництва Міністерства Оборони СРСР. Основним призначенням станції був радіолокаційний огляд Землі за допомогою бортового радіолокаційного комплексу (БРЛК) «ЕКОР-1В».
КА «Алмаз-1В» так і не був запущений і знаходиться в музеї НПО Машинобудування.

## Конструкція та історія експлуатації
Станція була створена спочатку в безпілотному варіанті. За базовий варіант була прийнята ДОС «Алмаз».
У зв'язку з погіршенням політичної та економічної ситуації космічний апарат так і не був виведений на орбіту.

## Корисне навантаження
Послідовним нарощуванням складності та збільшення можливостей для НПО «Вега» стало створення БРЛК «ЕКОР-1В».
БРЛК «ЕКОР-1В» — бортовий радіолокаційний комплекс.
Радіолокаційний комплекс міг вести огляд:
1. по лівому борту КА за допомогою двох каналів — РСА S-діапазону хвиль і РСА Х-діапазону (використовувалися хвилеводно-щілинні антени по типу РСА «Меч-К» і космічного РБО «Космос-364»)
2. по правому борту КА за допомогою РСА S-і P-діапазонів хвиль. У антеній системі застосовані три зонтичних дзеркальних антени 3×6 м, розроблених для РСА «Траверс» космічного модуля «Природа» станції Мир.

Характеристики РСА-3 (Х-діапазон):
- Довжина хвилі: 3,49 см;
- Кут спостереження: 25 ° −51 °;
- Смуга огляду: 330 км;
- Смуга зйомки: 20-35 км;
- Дозвіл: 5-7 м.

Характеристики РСА-10 (S-діапазон):
- Довжина хвилі: 9,58 см;
- Кут спостереження: 25°-51 °;
- Смуга огляду: 330 км;
- Смуга зйомки: 30-45/60-170 км при поляризації (ГГ/ВВГ+ГГВ);
- Дозвіл: 5-7 м.

Характеристики РСА-70 (P-діапазон):
- Довжина хвилі: 69,8 см;
- Кут спостереження: 25°-51°;
- Смуга огляду: 330 км;
- Смуга зйомки: 120—170 км при поляризації (ГГ/ВВГ+ГГВ);
- Дозвіл: 22-40 м (по дальності).

Хоча дана розробка так і не була реалізована, але вона створила цінний доробок для вдосконалення РСА космічного базування. На даних технологіях був розроблений локатор для КА «Кондор-Е».